# 두안 존스

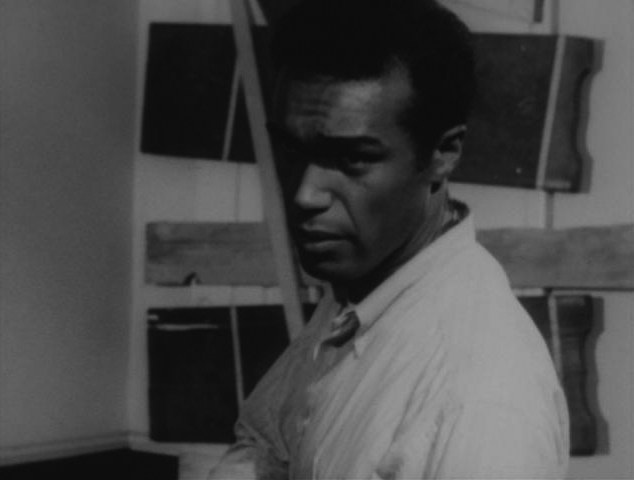

두안 존스(Duane Jones, 1937년 2월 2일 ~ 1988년 7월 22일)는 미국의 영화배우, 배우, 연극 배우이다.
뉴욕에서 태어났으며 미니올라에서 사망하였다. 사인은 심근 경색이다.

## 영화
- 살아있는 시체들의 밤 - 30주년 기념작 (1998년) - 벤 역
- 건크레이지 (1992년)
- 루징 그라운드 (1982년)
- 살아있는 시체들의 밤 (1968년) - 벤 역